# Monety polsko-rosyjskie

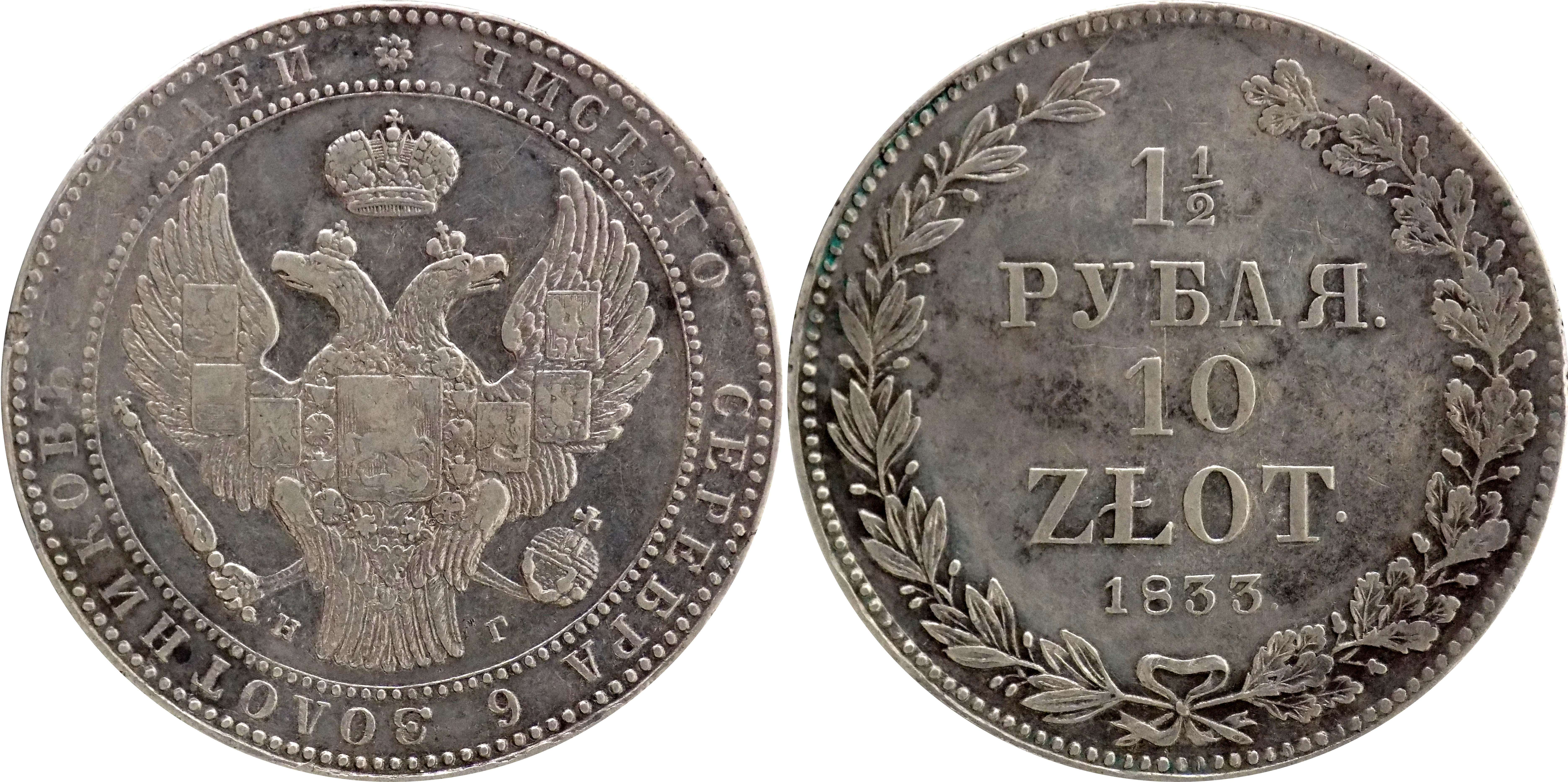
1½ rubla – 10 złotych 1833

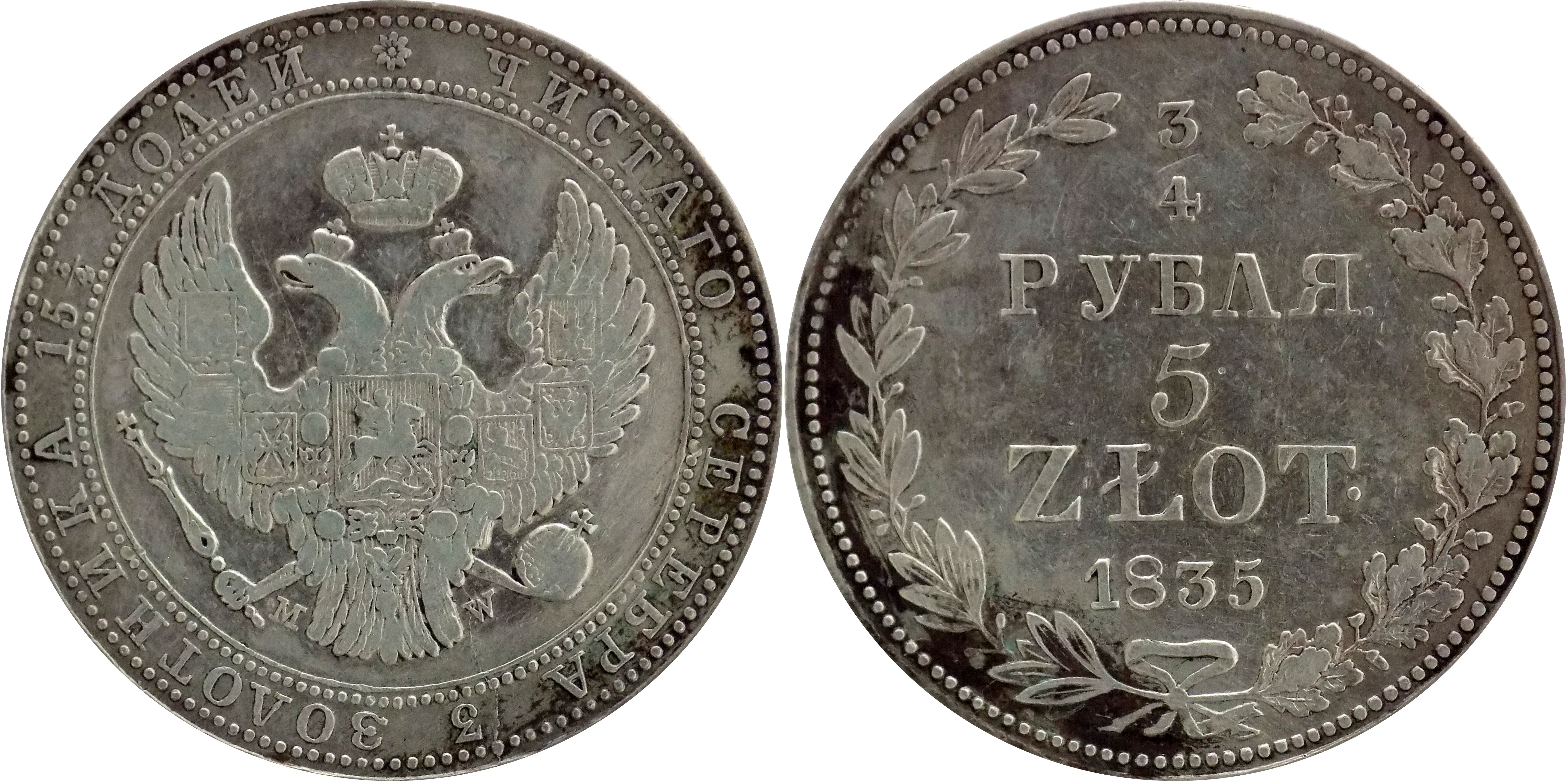
¾ rubla – 5 złotych 1835 MW

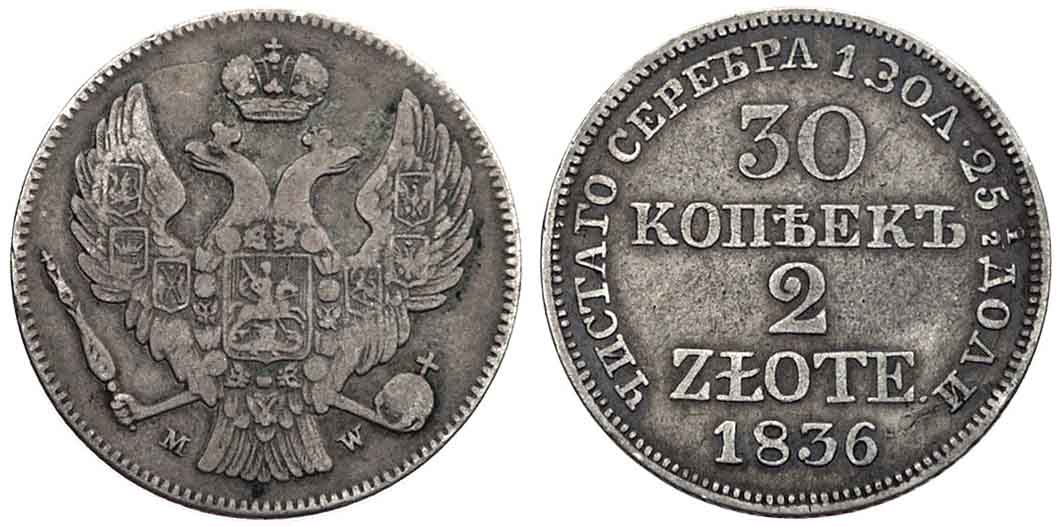
30 kopiejek – 2 złote 1836

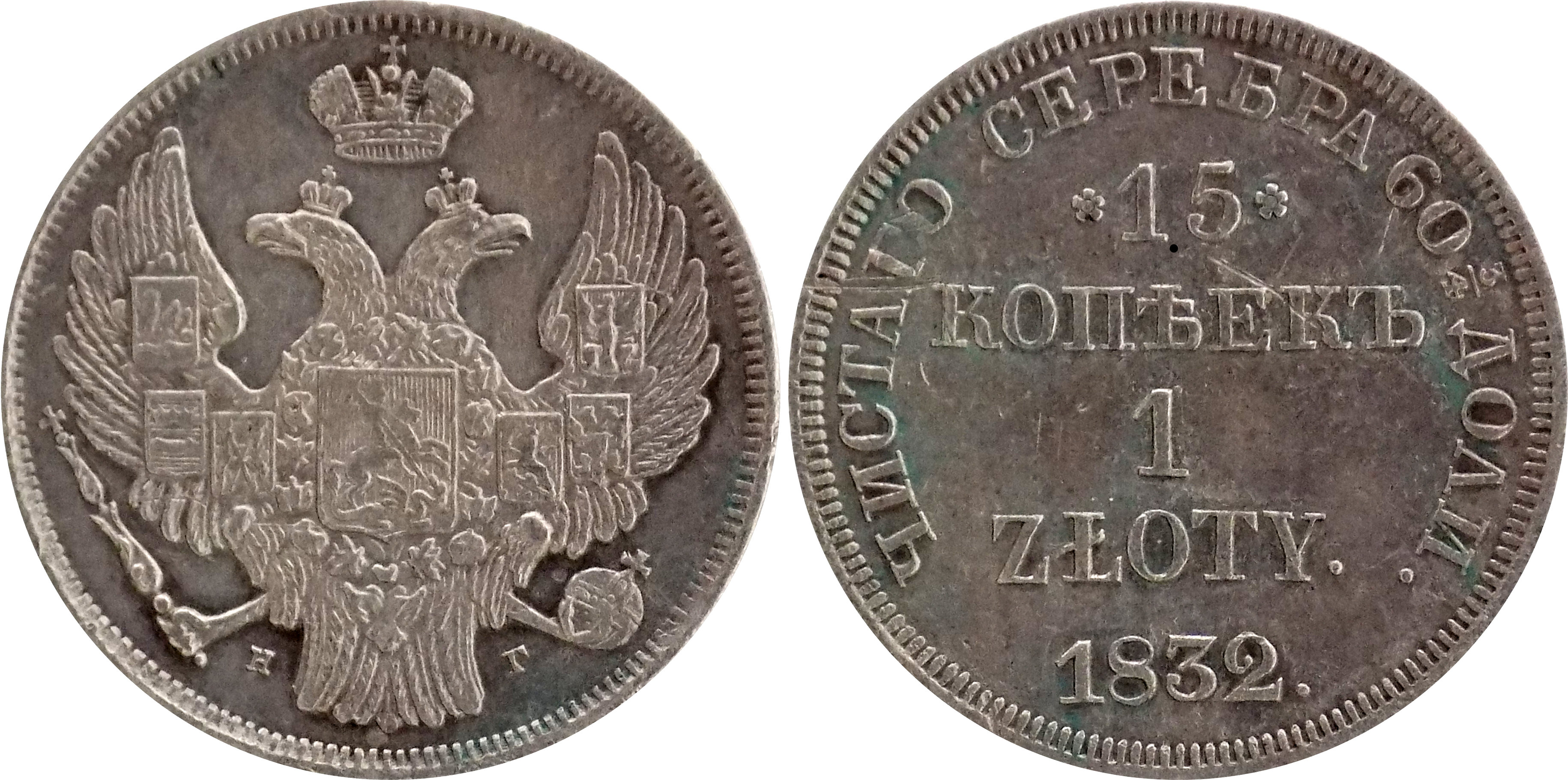
15 kopiejek – 1 złoty 1832

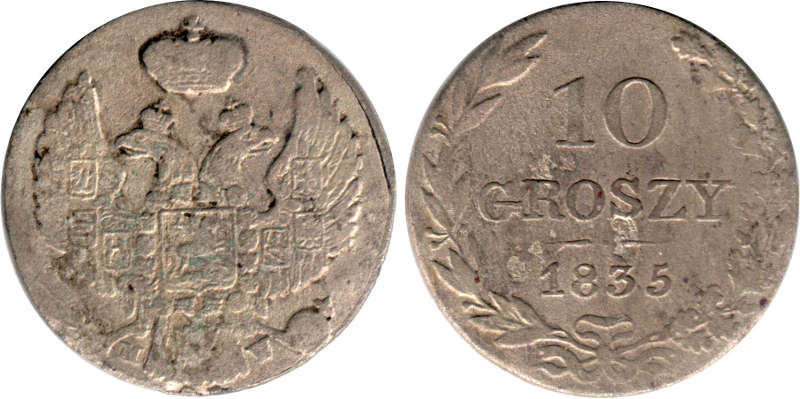
10 groszy 1835

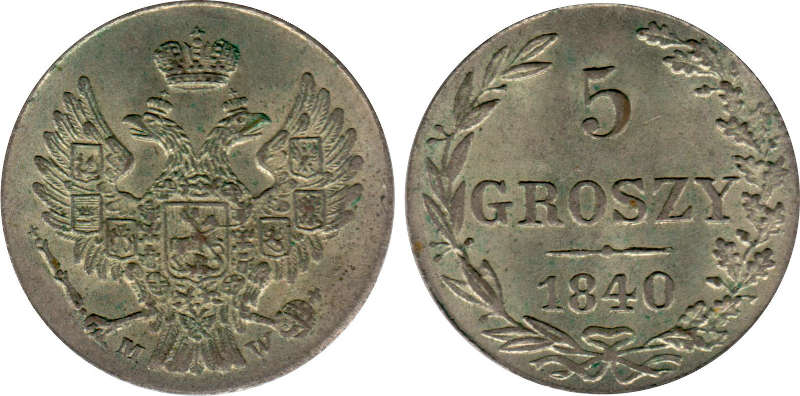
5 groszy 1840

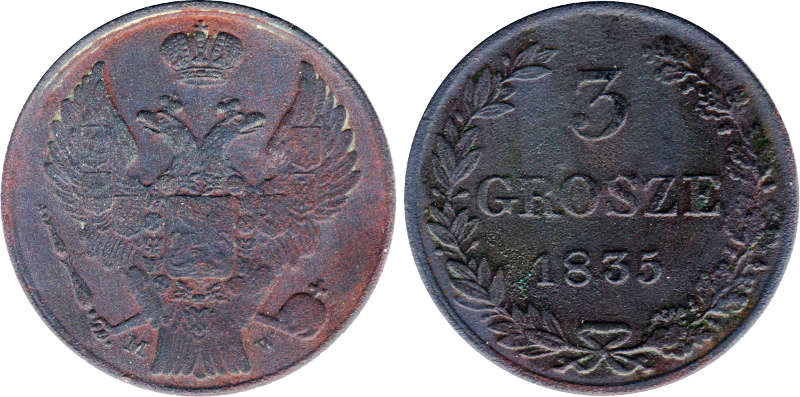
3 grosze 1835

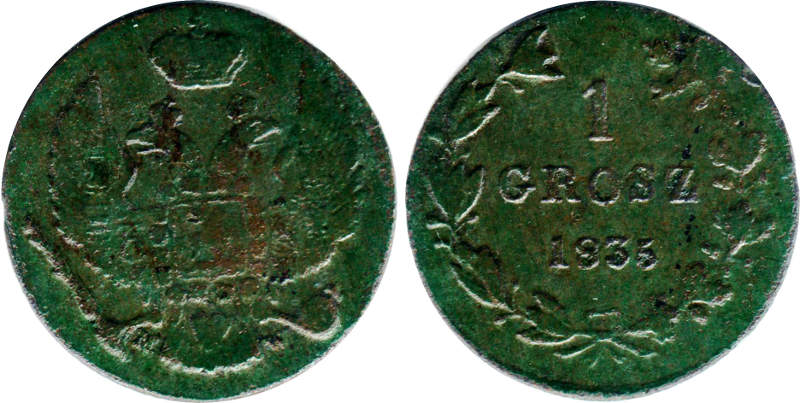
1 grosz 1835

Monety polsko-rosyjskie – monety nowego wzoru, bite z datami rocznymi 1832–1841, wprowadzane do obiegu w Królestwie Polskim po powstaniu listopadowym.

## Rys historyczny
Dla utworzonego w 1815 r. Królestwa Polskiego, które pozostawało w unii personalnej z Cesarstwem Rosyjskim, wybrano system walutowy odmienny od obowiązującego w samej Rosji. Wprowadzony aktami prawnymi złoty polski równał się 30 groszom polskim. Zdecydowano o biciu monet w: 
- miedzi –  1 i 3 grosze polskie,
- bilonie –  5 i 10 groszy polskich,
- srebrze – 1, 2, 5, 10 złotych polskich (10-złotówki dopiero od 1818 r.), oraz w
- złocie –  25 i 50 złotych polskich, nazwanych w aktach normatywnych pojedynczym i podwójnym złotym królewskim odpowiednio.

Monety te miały napisy wyłącznie w języku polskim, a na rewersie znajdowało się godło Królestwa Polskiego będące orłem rosyjskim z umieszczonym na piersi orłem polskim.
Po upadku powstania listopadowego już w pod koniec 1832 r. rozpoczęto proces usuwania symboli autonomii polskiej ze znaków pieniężnych. Wprowadzono srebrne i złote monety dwunominałowe, które były jednak bite według szeregu nominałowego Królestwa Polskiego przedpowstaniowego, tj. 1, 2, 5, 10 złotych w srebrze oraz 20 złotych w złocie. Kopiejkowo-rublowe nominały tych monet to 15 kopiejek, 30 kopiejek, ¾ rubla, 1½ rubla oraz 3 ruble odpowiednio. Na nowych monetach umieszczono wyłącznie godło rosyjskie, wszystkie napisy poza nominałem złotowym były w języku rosyjskim, drugi nominał został wyrażonych w złotych a nie, tak jak przed powstaniem, w złotych polskich.
W roku 1835 usunięto również symbole autonomii polskiej z monet groszowych. Tak jak w przypadku monet złotowych, orzeł rosyjski został umieszczony na awersie. Napis: GROSZ POLSKI zastąpiono: GROSZem. Monety te nie miały nominału wyrażonego w kopiejkach i były bite według szeregu nominałowego obowiązującego w Królestwie Polskim przed powstaniem.
Ze względu na bicie w latach 1832–1841 monet groszowych i dwunominałowych złotowych z usuniętymi symbolami autonomii polskiej według szeregu nominałowego ustanowionego dla Królestwa Polskiego, w numizmatyce polskiej monety te nazywane są polsko-rosyjskimi.
W roku 1834 w przypadku monet złotowych, a w 1835 w przypadku monet groszowych, zaprzestano jakiegokolwiek bić według starych, przedpowstaniowych wzorów.
Z dniem 1 stycznia 1842 r. ujednolicono całkowicie systemy monetarne Rosji i tzw. Królestwa Kongresowego, zabraniając emisji z aktualną datą monet wzorów 1832–1841. Mennica warszawska miała już odtąd bić jedynie monety rosyjskie (kopiejkowe i rublowe) według szeregu nominałowego obowiązującego w Cesarstwie Rosyjskim. W przypadku dwóch monet obiegowych tj. 20 i 25 kopiejek zezwolono na umieszczenie również nominału wyrażonego w groszach, co rozpoczęło w polskiej numizmatyce okres monet rosyjsko-polskich.
Groszowe monety polsko-rosyjskie były bite przez mennicę warszawską po roku 1841, jednak na monetach 3, 5, 10 groszy umieszczano rok 1840, a na monecie 1 grosz również rok 1839.

## Monety polsko-rosyjskie z lat 1832–1841
Groszowe monety polsko-rosyjskie były bite jedynie w mennicy warszawskiej, złotowe – zarówno w Petersburgu (litery НГ po obu stronach ogona orła) jak i Warszawie (litery MW po obu stronach ogona orła).
W tabeli zestawiono nominały obiegowych monet polsko-rosyjskich z wybitymi datami rocznymi oraz mennicami, w których zostały wybite.
| Nominał               | 1832 | 1833 | 1834   | 1835   | 1836   | 1837   | 1838   | 1839   | 1840   | 1841   |
| --------------------- | ---- | ---- | ------ | ------ | ------ | ------ | ------ | ------ | ------ | ------ |
| 1 grosz               |      |      |        | MW     | MW     | MW     | MW     | MW     | MW     | MW     |
| 3 grosze              |      |      |        | MW     | MW     | MW     | MW     | MW     | MW     | MW     |
| 5 groszy              |      |      |        |        | MW     |        | MW     | MW     | MW     |        |
| 10 groszy             |      |      |        | MW     | MW     | MW     | MW     | MW     | MW     |        |
| 15 kopiejek – 1 złoty | НГ   | НГ   | НГ, MW | НГ, MW | НГ, MW | НГ, MW | НГ, MW | НГ, MW | НГ, MW | НГ, MW |
| 30 kopiejek – 2 złote |      |      | MW     | MW     | MW     | MW     | MW     | MW     | MW     | MW     |
| ¾ rubla – 5 złotych   |      | НГ   | НГ, MW | НГ, MW | НГ, MW | НГ, MW | НГ, MW | НГ, MW | НГ, MW | НГ, MW |
| 1½ rubla – 10 złotych |      | НГ   | НГ, MW | НГ, MW | НГ, MW | НГ, MW | НГ, MW | НГ, MW | НГ, MW | НГ, MW |
| 3 ruble – 20 złotych  |      |      | НГ, MW | НГ, MW | НГ, MW | НГ, MW | НГ, MW | НГ, MW | НГ, MW | НГ     |